# Радунци
Радунци е село в Южна България. То се намира в община Мъглиж, област Стара Загора.

## География
Село Радунци се намира в планински район в Стара планина. Гара на презбалканската и презродопска жп линия Русе – Петко Каравелово – Горна Оряховица – Трявна – Дъбово – Тулово  – Змейово  – Стара Загора – Меричлери –  Хасково – Подкова (село).

## Обществени институции

### Специализирана болница за долекуване и продължително лечение на белодробни болести
Специализирана болница за белодробни болести с. Радунци е разположена сред зелените склонове на южната част на Тревненска Стара планина на 670 метра надморска височина. Историята на някогашния противотуберкулозен санаториум е написана през 1965 година от професор Руси Радков– бивш председател на Висшия медицински съвет и главен директор на Народното здраве през периода 1930 – 1939 година, чийто ръкопис се пази и до настоящия момент в архива на болницата.
През 1935 година Висшият медицински съвет назначава комисия, в чийто състав на която влизат – професор Васил Моллов, професор Тошко Петров, професор Руси Радков и инженер Печигаргов, която да предприеме обиколка из страната за търсене на подходящо място за нов санаториум, мотивирайки се едновременно от климатично – метеорологичните условия на местността. Проучванията продължават 20 месеца. С указ на Негово Величество Борис III се определят 500 декара гора и ливади от землището на село Дъбово, Казанлъшка околия (Държавен вестник брой 187/1936 г.), а през 1937 година се издава втора Наредба – Закон за построяване и обзавеждане на санаториум Радунци (Държавен вестник, бр.188/1937 г.). през същата 1937 година е конкурс за идейна скица, спечелен от архитект Виктория Ангелова-Винарова (20.11.1902 Търново, Княжество България - 27.12.1945 Търново, Народна република България): германска и австрийска възпитаничка. Строителството му започва през пролетта на 1939 година, но Втората световна война „замразява“ строежа през 1940 година до вече издигнатата четириетажна сграда.
След 9 септември 1944 година продължава строежът на санаториума, без да има съмнение в целесъобразността на започнатото строителство, изхождайки от заболеваемостта и смъртността от тази коварна болест и пораженията, които е нанасяла туберкулозата на българския народ. Откриването на санаториума става на 1 ноември 1955 година. По повод на това откриване в. „Отечествен фронт“ от 01.ноември.1955 година отпечатва и публикува публично дописка от д-р Васил Нинов, който под заглавие „Днес се открива санаториума Радунци“ – съобщава: „Сред китните дъбови и букови гори в южните склонове на Стара планина край Радунци (едноименни жп гара и спирка на асфалтов път) се издига величествената четириетажна сграда – санаториума Радунци. Това е най-големият на Балканския полуостров санаториум за костно-ставна туберкулоза...“ През месец март 1955 година чрез отдел „Народно здраве“ назначава първата група щатен персонал: 4 лекари, един диспечер, една медицинска сестра и 3 санитарки. Започват дни на себеотрицание, героизъм и младежки ентусиазъм за подготовка на санаториалната сграда да приеме първите болни, което става на 01. ноември . 1955 година, когато са приети 50 болни с костно-ставна туберкулоза – мъже, без разкрити диагностични звена, без рентгенов апарат и лаборатория.
Постепенно легловата база се разширява, разкриват се отделения за костно-ставна туберкулоза, а през 1958 година и първото отделение за смесени форми – костно-ставна с белодробна туберкулоза, а по-късно само белодробна-стабилизирани форми, а впоследствие и открити форми с каверни и бацилоотделители. Легловата база през 1960 година нараства на 500 легла, а заедно с това расте броят на служителите. През 1962 година са открити вече 600 легла, а през 1963 – 1964 години са открити и оборудвани с модерна съвременна апаратура – бронхологичен кабинет, отделение с 50 легла и кабинет по урогенитална туберкулоза, патофизиологичен кабинет за изследване на дишането, бактериологична лаборатория, кабинет и отделение за очна туберкулоза, единствено в страната. Така постепенно понятието „санаториум“ загубва своя смисъл и с Решение на МНЗСГ (Министерство на народното здраве и социалните грижи) от 1964 година заведението е категоризирано като туберкулозна болница. През същата година Националният преглед по санаторно хигиенно състояние и охрана на труда в здравните заведения „Радунци“ е обявен за национален първенец. През 1967 година легловата база расте – разкрити са 645 легла, а заедно с това се преустройства и модерно обзавежда рехабилитационен комплекс. През 1968 година (15. 09) с Постановление № 30 на МС от 28. 06. 1965 година и Заповед № 13 – 2226/26. 06. 1967 година на МНЗСГ, се разкрива школа за квалификация и преквалификация с разкриване на курсове по машинопис, ремонт на електродомакински уреди, хладилно дело, часовникарство, шивачество и плетачество.
През септември 2000 година ДЪРЖАВНА БЕЛОДРОБНА БОЛНИЦА е преобразувана в Търговско дружество – „Специализирана болница за долекуване и продължително лечение на белодробни болести – Радунци“ ЕООД с 300 легла. Достъпът до електричество и питейна вода временно е спрян, понеже не са напълно заплатени. Стойността им заедно с тези за неплатени доставени ѝ фармацевтични продукти и социални осигуровки за болничният персонал, доставчици (дистрибутори) е около 2 милиона лв към 2021 год.
В историята на болницата ще останат завинаги записани имената на нейните ръководители:
- Д-р Галентин Грозев – изпълняващ длъжността гл. лекар през 1955 – 1956 година.
- Д-р Киро Киров – гл. лекар 1956 – 1957 г.
- Д-р Минчо Димов – гл. лекар 1957 – 1961 г.
- Д-р Онуфри Владков – гл. лекар 1961 – 1991 г.
- Д-р Петко Малинов – мед. директор 1991 – 1992 г.
- Д-р Камен Гърдев – мед. управител 1992 – 1997 г.
- Д-р Белчо Белчев – мед. директор 1997 – 1998 г.
- Д-р Милко Димитров – мед. директор 1998 – 2000 г.
- Д-р Маргарита Йонкова – управител от 2001 – 2014 г.
- Д-р Милко Димитров от 2014 г.
- Момчо Игнатов Йовчев - ЗАСЧ - Завеждащ административно-стопанската част 15 години, в периода от 1967 -1982 г.